# Insertion sociale et professionnelle
 (octobre 2015).
L’insertion sociale et professionnelle désigne le processus permettant l'intégration d'une personne au sein du système socio-économique par l'appropriation des normes et règles de ce système.

## Définition
L'insertion couvre l'ensemble des rapports de la personne avec son environnement social. Être inséré signifie avoir une place, être assuré de positions sociales différenciées et reconnues (statut, rôles, etc.).
Le concept d'insertion est indissociable du concept de socialisation car pour être inséré, l'être humain doit intérioriser un ensemble de valeurs, de normes, de règles communes. Il existe la socialisation primaire (au sein du cercle familial) et la socialisation secondaire (au sein de l’espace scolaire, professionnel et au fil des divers échanges avec autrui). Ces processus de socialisation permettent à l’individu de trouver sa place dans la société, d’être inséré socialement.
Selon l'IIDRIS, l’insertion sociale ne concernerait que les « individus isolés ou marginaux » : l’insertion sociale est l'« action visant à faire évoluer un individu isolé ou marginal vers une situation caractérisée par des échanges satisfaisants avec son environnement. C’est aussi le résultat de cette action, qui s'évalue par la nature et la densité des échanges entre un individu et son environnement ».
Jean-Yves Barreyre donne l’origine étymologique du mot « insérer » du latin in-sere, qui signifie « introduire dans ». Marc Loriol, pour sa part, cite Durkheim pour définir le concept d’insertion « un groupe ou une société sont intégrés quand leurs membres se sentent liés les uns aux autres par des croyances, des valeurs, des objectifs communs, le sentiment de participer à un même ensemble sans cesse renforcé par des interactions régulières »,. L’insertion sociale revêt donc plusieurs dimensions, que ce soit au niveau professionnel, du logement, culturel ou encore de la santé.
Le terme « intégration » est souvent utilisé comme synonyme d’« insertion », mais certains introduisent des nuances entre les deux termes. Par exemple, l'insertion peut être vu comme le processus dont l'objectif est l'intégration. Ou « l’intégration sociale est (…) une propriété collective et l’insertion, dans ce contexte, se réfère à la participation au niveau individuel à un système social intégré ».

## Politique d'insertion en France

### Années 1970-80: la montée du chômage en France et ses spécificités
Depuis le milieu des années 1970, les pouvoirs publics français prennent conscience d’une rupture importante avec la dynamique économique antérieure de plein emploi. On assiste ainsi progressivement à une montée spectaculaire du chômage de masse, et, corrélativement, à des formes spécifiques de chômage qui touchent particulièrement la France : le chômage des jeunes et le chômage de longue durée.
Ainsi, pour le chômage de masse, l’INSEE enregistre 3,7 % de chômeurs en 1975, plus de 6 % en 1980 et 10,5 % (plus de 2 500 000 chômeurs) en 1987. Mais ces données globales sont à compléter par des données plus spécifiques qui sont, depuis cette époque, encore plus préoccupantes.
Le chômage des jeunes, qui atteint surtout les moins qualifiés, devient une caractéristique importante de la composition du chômage global. En 1986, un jeune actif sur quatre est au chômage, soit un taux trois fois plus élevé que celui des actifs de plus de 25 ans.
Le chômage de longue durée n’a cessé de progresser durant les années 1980, surtout chez les travailleurs non qualifiés, en nombre et en proportion de l’ensemble des chômeurs : l’ANPE enregistre 10 % de chômeurs de plus d’un an en 1974, plus de 23 % en 1980, et 32 % (800 000 chômeurs) en 1987. Phénomène plus inquiétant, le chômage de longue durée semblait insensible aux variations de la conjoncture. La reprise économique notable dans la deuxième moitié des années 1980 n’a eu que très peu d’impact sur la baisse du chômage de longue durée. Celui-ci apparaît alors comme un phénomène structurel, appelé à s’installer dans la durée en l’absence de politique appropriée d’intégration professionnelle de ces populations.

#### Le rapport de Bertrand Schwartz de 1977
Face à cette dégradation de la situation de l’emploi, notamment celle des jeunes, les pouvoirs publics lancent trois pactes annuels successifs pour l’emploi (à partir de juillet 1977), afin de compléter le niveau de formation des jeunes sortis du système scolaire sans formation ou qualification reconnue.
Mais c’est avec la parution du rapport sur « l’insertion professionnelle et sociale des jeunes » dirigé par Bertrand Schwartz, qu’une politique d’insertion de plus grande envergure a été mise en place par le gouvernement de gauche en 1981. Suivant les préconisations du « rapport Schwartz », cette politique, centrée au début sur les jeunes en difficulté, intègre, d’une part, des mesures qui relèvent des politiques de l'emploi (formation qualifiante, puis, ultérieurement, contrats d’insertion professionnelle en entreprise, etc.), et, d’autre part, des mesures d’action sociale au sens le plus large (allant du suivi social jusqu’aux domaines du logement ou de la culture). Par ailleurs, l’animation du dispositif d’insertion des jeunes se réalise à l’échelle décentralisée sous l’impulsion des missions locales « jeunes » - qui regroupent en leur sein les différents partenaires publics, privés ou associatifs et syndicaux concernés par ce problème - avec une coresponsabilité de l’État et des collectivités locales.
Robert Castel caractérise ainsi le sens du changement introduit par les politiques d’insertion par rapport aux politiques antérieures d’intégration : « Il marque le passage de politiques menées au nom de l’intégration à des politiques conduites au nom de l’insertion. Par politiques d’intégration, j’entends celles qui sont animées par la recherche de grands équilibres, l’homogénéisation de la société à partir du centre. Elles procèdent par directives générales dans un cadre national (…) J’interpréterai ici les politiques d’insertion à partir de leurs différences, et même, en forçant un peu le trait, de leur opposition par rapport aux politiques d’intégration. Elles obéissent à une logique de discrimination positive : elles ciblent des populations particulières et des zones singulières de l’espace social, et déploient à leur intention des stratégies spécifiques (…) Les politiques d’insertion peuvent être comprises comme un ensemble d’entreprises de mise à niveau pour rattraper cette distance par rapport à une intégration accomplie (un cadre de vie décent, une scolarité normale, un emploi stable, etc.) ».

### Les trois pôles de mesures d’insertion professionnelle et sociale
Suivant les recommandations du rapport Schwartz, l’objectif d’intégration dans l’emploi sera au cœur des mesures et des dispositifs d’insertion qui vont se succéder à partir de 1982, pour les jeunes peu qualifiés d’abord, puis pour les chômeurs adultes, dans le cadre de la loi de 1988 sur le Revenu minimum d’insertion notamment. Mais l’ambitieux programme de stages pour l’insertion des jeunes, lancé en 1982, mettait également l’accent sur le développement de compétences sociales (savoir être), comme complément nécessaire à l’acquisition de compétences professionnelles.
Aux côtés des stages de formation, deux autres types de mesures d’insertion à destination des jeunes vont apparaître au début des années 1980 :
- Les contrats en alternance, contrats d’insertion en entreprise, à la suite de l’accord interprofessionnel du 22 octobre 1983.

- Les contrats aidés du secteur non marchand, créés en 1984.

Au total, pour l’année 1986 par exemple, plus d’un million de jeunes ont bénéficié d’une mesure d’insertion professionnelle alors que le flux de sortie scolaire est de 800.000 environ.
Les politiques d’insertion, à destination des jeunes puis des adultes non intégrés qui se sont succédé durant près de trente ans en développant une panoplie de dispositifs et de mesures d’appellations diverses, se sont toutefois articulées autour des orientations définies au début des années 1980. C’est pourquoi Simon Wuhl propose, afin de faciliter l’analyse et l’évaluation de ces politiques, de les regrouper en trois pôles de mesures d’insertion : Le pôle éducatif, le pôle parapublic et le pôle économique :
- Le pôle éducatif regroupe les mesures pour l’emploi et l’insertion (divers stages d’insertion ou de formation) qui dispensent des services socio-éducatifs essentiellement en dehors du système de production.
- Le pôle parapublic regroupe les mesures d’insertion (Contrats emploi-solidarité, emploi-jeunes, etc.) sous forme d’une mise en activité au sein des associations, des collectivités locales ou des entreprises publiques.
- Le pôle économique comprend des mesures orientées vers la mise en situation ordinaire de travail au sein des entreprises privées, plus ou moins accompagnées d’action de formation et de suivi social (contrats de qualification et de professionnalisation, Contrats initiative-emploi, etc.).

De nombreuses évaluations - celles de Didier Gélot et Bernard Simonin notamment -, concernant l’impact de ces types de mesures vis-à-vis de l’intégration professionnelle des jeunes les moins qualifiés, convergent pour souligner les meilleurs résultats produits par les mesures du pôle économique, les contrats d’insertion en entreprises complétés par des actions de formation et de suivi social.

### Du revenu minimum d’insertion (RMI - 1988) au revenu de solidarité active (RSA - 2009)
La loi sur le Revenu minimum d’insertion, a été votée en décembre 1988, lors d’une période de reprise de l’économie et de l’emploi : Le faible impact de cette embellie sur la résorption du chômage de longue durée imposait en effet une réaction plus globale pour faire face à des situations structurelles d’exclusion sociale d’une partie des chômeurs.
Cette loi introduit deux innovations majeures vis-à-vis des adultes chômeurs ou précaires à très faibles ressources :
- premièrement, l’instauration d’une disposition permettant d’assurer à chacun un minimum de ressources de subsistance, ainsi qu’un accès aux droits sociaux essentiels (couverture maladie et aide au logement), transforme un système d’aide sociale facultatif en un droit garanti par la loi ;
- deuxièmement, l’instauration d’un volet sur l’insertion, formalisé par un contrat d’insertion entre l’ayant droit et les pouvoirs publics, engagement nécessaire en principe pour bénéficier du droit à l’allocation du RMI.

Après trois années d’application de cette loi, la Commission Nationale d’Évaluation du RMI, soulignait, d’une part, des avancées notables sur le plan de la protection sociale et du suivi social de catégories de populations auparavant inconnues des services sociaux ; mais pointait, d’autre part, les problèmes rencontrés sur le plan de l’insertion professionnelle des ayants droit : « Les enquêtes mettent en évidence la difficulté de l’articulation entre le volet insertion du RMI et les milieux économiques, alors même qu’une partie des entreprises manifeste une relative ouverture face à l’embauche de bénéficiaires du RMI ».
La loi de 2009 sur le Revenu de solidarité active (RSA), impulsée par Martin Hirsch, est née d’un constat : les conditions de la pauvreté, liées essentiellement à la privation d’emploi à l’époque de l’instauration du RMI, se sont considérablement modifiées avec l’amplification du travail précaire et/ou à temps partiel. Ainsi en 2008, selon Martin Hirsch : « Plus de 7 millions de Français vivent sous le seuil de pauvreté, dont deux millions d’enfants et quatre millions d’adultes d’âge actif. Parmi eux, la moitié est pauvre parce qu’exclue du monde du travail, l’autre moitié reste pauvre bien que travaillant ».
En conséquence, le changement principal introduit par le RSA par rapport au RMI consiste, d’une part, à l’attribution d’une allocation complémentaire sous conditions de ressources à des travailleurs en emploi, mais à faibles revenus ; d’autre part, pour les allocataires éligibles au RSA et sans emploi au départ, l’accès à un emploi faiblement rémunéré entraîne le maintien d’une partie de l’allocation (en fonction d’un plafond de ressource correspondant au total (salaire+allocation), et donc une amélioration du revenu global.
Sur le plan des politiques d’insertion, les changements concernent essentiellement, au-delà du RSA, la réorganisation du service public de l’emploi par la fusion en 2008 entre l’ANPE et L’Unédic au sein du Pôle emploi, ce qui est supposé favoriser le suivi individualisé des chômeurs et des précaires jeunes ou adultes.

### Des initiatives innovantes
En marge des politiques d’insertion, les pouvoirs publics ont soutenu des démarches innovantes, plus expérimentales, comme l’opération « Nouvelles qualifications » et la démarche « d’intervention su l’offre et la demande (IOD) ».
- L’opération Nouvelles qualifications[15], initiée par Bertrand Schwartz, avait pour objectif d’articuler les actions d’insertion des jeunes (de formation et de suivi social) avec des interventions sur l’évolution des organisations du travail dans les entreprises d’accueil.

Cette expérience a comporté deux phases. La première, entre 1984 et 1989, s’est centrée sur les jeunes peu qualifiés. Elle a concerné plusieurs centaines de jeunes accueillis dans plus de 300 entreprises. La deuxième phase, de 1989 à 1992, a procédé à une généralisation des acquis de la phase antérieure – sur les méthodes d’insertion qualifiante et de réorganisation du travail au sein de l’entreprise – en direction de la requalification des salariés en activité.
- L’intervention sur l'offre et la demande (IOD) est une méthode innovante d’articulation entre l’offre et la demande d’emploi, diffusée depuis les années 1980 par les psychosociologues Francis Valls et Denis Castra. Elle est mise en œuvre depuis 1991 par l’association TRANSFER[16] basée à Bordeaux, qui coordonne des équipes locales d’animation de la démarche sur 80 sites environ. La méthode IOD consiste, dans l’esprit de l’expérience « Nouvelles qualifications », à inverser la logique dominante - qui appréhende l’insertion presque uniquement à partir des difficultés des chômeurs – en portant une grande attention aux besoins et aux modes de recrutement des entreprises pour les emplois à faible qualification requise. Les équipes locales de TRANSFER fournissent un support aux entreprises intéressées, d’une part, pour les modalités du recrutement, et, d’autre part, aux demandeurs d’emploi pour le suivi-adaptation vis-à-vis du poste de travail pressenti.
- Outre-mer, le Service militaire adapté a propose une solution innovante d'insertion socioprofessionnelle en accueillant pour une dizaine de mois des jeunes gens âgés de 18 à 25 ans en situation d'échec social. En s'appuyant sur « le cadre de la militarité » et « une approche globale psycho-socio-économique » visant à enseigner aussi bien des savoir-faire que des savoir-être, le SMA parvient à insérer plus de 75 % de ses stagiaires[17].

Un projet comme Territoires zéro chômeur de longue durée, proposé et initié en 2011 par ATD Quart monde, expérimenté au niveau national en 2017 puis prolongé et étendu officiellement par l'Assemblée nationale le 16 septembre 2020, concerne les personnes privées durablement d’emploi à qui il est proposé un emploi durable. L’expérimentation TZCLD s’appuie sur la combinaison de six principes fondamentaux : l’exhaustivité territoriale, l’embauche non sélective, la qualité de l’emploi, l’emploi à temps choisi, l'emploi-formation, la création nette d’emplois.

### Trente ans de politiques d’insertion en France
Il faut d’abord noter que, sous une forme ou sous une autre, les politiques d’insertion professionnelle et sociale des jeunes et des adultes ont été relancées par tous les gouvernements successifs depuis le début des années 1980,.
Sur le plan de l’insertion sociale, certains chercheurs soulignent l’importance du rôle des instances de l’insertion dans le soutien aux chômeurs, leur évitant une rupture complète avec le monde social. Ainsi, Stéphane Beaud et Michel Pialoux, insistent-ils sur « l’aide tangible que les professionnels de l’insertion apportent aux jeunes : tant matérielle (contacts avec les employeurs, petits contrats, rémunération, soutien dans les démarches administratives – inscription à l’ANPE, droit à la couverture sociale) que morale (remise en confiance des plus fragiles, appui psychologique, etc.). Dans le même sens, pour Robert Castel : « Il serait tout à fait mal venu de critiquer d’une manière unilatérale ces politiques. Elles ont à coup sûr évité bien des explosions et bien des drames, même si cette action n’est pas facilement "évaluable". Elles ont aussi fonctionné comme des laboratoires où s’est expérimenté un redéploiement de l’action publique ».
Sur le plan de l’insertion professionnelle, en revanche, l’appréciation relevée dans nombre d’analyses est beaucoup plus mitigée, malgré certains effets positifs concernant surtout les chômeurs les plus qualifiés. Il faut préciser, cependant, que l’ambition des politiques d’insertion professionnelle est « de freiner la progression du chômage et d’en atténuer les conséquences », en complément des politiques plus globales, macroéconomiques et structurelles. Dans cette perspective, les critiques convergent sur deux points :
- Sur le plan général, la coupure entre la sphère de l’insertion et celle de la production renforce une orientation de traitement social du chômage, au détriment d’un traitement plus économique. Simon Wuhl montre qu’à l’observation, le modèle d’insertion professionnelle de coopération, c’est-à-dire d’interaction entre les acteurs de l’insertion et ceux de la production, est très peu développé dans les orientations locales[24].
- Sur le plan de l’accès aux mesures d’insertion professionnelle, la logique générale observée n’inverse pas la tendance sélective du marché du travail particulièrement défavorable aux moins qualifiés. Florence Lefresne relève par exemple que dans le cas des jeunes, les mesures d’insertion qualifiante en entreprise (les contrats en alternance), les plus performantes sur le plan de l'intégration professionnelle pérenne, accueillent de plus en plus les diplômés ; en revanche, les jeunes les moins formés sont relégués dans les dispositifs plus éloignés du monde de l’entreprise, avec les chances d’accès à l’emploi les plus faibles[25].

Depuis les années 90, le Céreq mesure l'insertion professionnelle et les parcours des jeunes sortants du système éducatif une même année, quel que soit le niveau ou le domaine de formation atteint, au travers de l'enquête statistique . L'enquête, qui est représentative de 750 000 jeunes, fournit à la fois des indicateurs standards par grands niveaux de formation et diplôme, et par grands domaines de formation et également un suivi longitudinal car une même génération est interrogée à plusieurs reprises pour mesurer les débuts de carrières et les mobilités.

### Critique de certains aspects de l'insertion professionnelle en France
En 2007, Solidaires Étudiant-e-s critique une politique d'insertion professionnelle sans réels effet sur la quantité d'emploi ; elle ne ferait varier que les individus occupant ces emplois. Cela ne remettrait donc pas en cause les politiques d'insertion ciblant des publics discriminés (en fonction du sexe, du handicap, de la couleur de peau, du nom, de l'âge), mais les politiques visant à faire de l'insertion généralisée qui finalement rendraient inefficaces les insertions ciblées. Au même moment, SUD Éducation, critique la dimension politique de cette volonté affichée de développer l'insertion professionnelle via la loi LRU, qui a ajouté aux missions de l'université l'insertion professionnelle, ou via le développement de la préoccupation constante de la notion d'insertion professionnelle au sein du lycée et par certains aspects au collège qui servirait à sortir, selon eux, de l'école les élèves en échec scolaire et, selon divers travaux de sociologie, d'influer sur le contenu des programmes. Selon SUD Éducation, le monde de l'éducation ne doit pas avoir une vision utilitariste et d'autres aspects sont autrement importants tels que former des citoyens, transmettre des connaissances ou développer l'esprit critique.
Dix ans plus tard (2017), pour le militaire et romancier Raphaël Chauvancy : « La réalité est qu'aujourd'hui les qualifications comptent moins que l'école où elles ont été obtenues et que celles qui sont cotées sont rarement fréquentées par les couches populaires. Arrivés sur le marché de l'emploi, un certain nombre de jeunes gens s'estiment ainsi discriminés. C'est heureusement faux. En revanche, et ce n'est guère mieux, ils sont écartés de la course sociale avant même que d'avoir concouru avec leurs diplômes-assignats qui n'ont de commun avec les formations prisées des employeurs que le nom. La réalité éclate lorsqu'ils abordent le marché de l'emploi et se heurtent à des candidats de leur âge dont les compétences et le savoir-être sont sans commune mesure avec les leurs ».
En 2024, le rapport de mission parlementaire Descamps-Folet sur l'enseignement supérieur privé à but lucratif énonce qu'il faut améliorer et généraliser la « mesure de l'insertion professionnelle » dans l'enseignement supérieur privé. En effet, « de nombreuses écoles communiquent des taux d'insertion qu'elles ont elles-mêmes calculés, avec des méthodologies qui peuvent susciter certaines interrogations malgré les contrôles effectués dans le cadre de la demande d'acquisition d'un titre RNCP. En dehors des titres RNCP, aucun contrôle n'est opéré concernant les taux d'insertion pouvant être communiqués par les écoles qui proposent de simples diplômes d'établissement »). Ce rapport propose d'« améliorer la mesure de l'insertion professionnelle à travers la généralisation d'Inserjeunes et Insersup et renforcer la publicité de ces informations. Prendre en compte dans la mesure de l'insertion professionnelle les critères suivants : le taux d'emploi, le taux d'emploi dans le métier visé, le type de contrats obtenus ainsi que les niveaux moyens de rémunération. Rendre ces données publiques et rendre obligatoire leur publication sur les sites internet des écoles ainsi que sur Parcoursup et la plateforme Mon Master ».

## Insertion des migrants ou réfugiés

### Au Canada
L'insertion professionnelle des immigrants est un long processus qui, malgré les nombreuses politiques d'immigration, demeure difficile pour ceux qui tentent d'intégrer le marché du travail. L'accessibilité à l'emploi est une démarche complexe qui comporte plusieurs embûches, telles que la non-reconnaissance de leurs diplômes ainsi que de leurs expériences de travail obtenues à l'étranger, la barrière de la langue ou encore la surqualification des immigrants.

#### Non-reconnaissance des diplômes et des acquis
Les immigrants ayant été diplômés à l’étranger ont plus de difficulté à faire reconnaître leurs compétences par les employeurs et donc, obtenir les emplois qu'ils convoitent, tandis que les immigrants ayant un diplôme du pays d'accueil ont moins de difficultés à intégrer le marché du travail. Un autre des facteurs nuisant à l’intégration des nouveaux arrivant est le manque de reconnaissance de leurs titres de compétences, telles que les expériences de travail en lien avec leur profession acquises à l'étranger. Il a été démontré que les immigrants provenant de pays où l’éducation est de plus grande qualité selon des classements internationaux sont mieux rétribués pour leur travail que ceux provenant de pays dont l’éducation de moindre qualité. À l’aide de corrélations, réalisées à partir de données prises sur le marché du travail et des recensements de 1986, 1991 et 1996, ce fait est vite établi.

#### Barrière de la langue
La langue constitue un aspect important à ne pas négliger dans le processus de recherche d'emploi pour les immigrants. Bien nombreux sont ceux qui ne maîtrisent pas la langue requise pour occuper l’emploi visé et c’est ce qui peut rendre l’insertion professionnelle difficile pour les immigrants qui viennent s’installer dans un nouveau pays. Selon certaines recherches, il a été démontré que l'usage des langues officielles ainsi que le niveau de littératie ont un impact considérable sur l'accès au marché du travail. Ces mêmes auteurs ainsi que des rapports gouvernementaux ont affirmé que le fait de parler une langue non officielle à la maison et le fait d’avoir un faible niveau de littératie sont tous les deux associés à une augmentation de 70% du risque d’être surqualifié, soit d’occuper un emploi qui n’est pas à la hauteur des qualifications acquises pour les intéressés.

#### Surqualification des immigrants
Certains aspects de l'insertion professionnelle sont problématiques étant donné les discriminations qui ont lieu dans les milieux professionnels. L'un d'entre eux est la surqualification des travailleurs en recherche d'emploi, problème qui touche plus particulièrement les immigrants qui, au Canada par exemple, ont un taux de surqualification toujours supérieur aux personnes qui y sont nées. La surqualification est un indicateur concernant l'intégration professionnelle des travailleurs : ceux-ci sont considérés surqualifiés si leurs compétences sont plus élevées que celles qui sont exigées pour le poste qu'ils occupent. Il s'agit d'une problématique importante pour les immigrants, puisque la non-reconnaissance des diplômes obtenus à l'étranger ainsi que leur maîtrise de la langue parfois inachevée rend complexe leur insertion professionnelle dans les milieux de travail désirés. Bien que le fait d'obtenir un poste sur le marché du travail requière une conditionnalité à la qualification, cette dernière n'assure pas la première.

### En France
L'insertion professionnelle des immigrants est un long processus qui, malgré les nombreuses politiques d'immigration, demeure difficile pour ceux qui tentent d'intégrer le marché du travail.